# Mac Pro (2006)
De Mac Pro die Apple Inc. in 2006 uitbracht is de eerste generatie Mac Pro. De desktopcomputer werd voorgesteld tijdens de WWDC in 2006 en diende als opvolger van de verouderde Power Mac G5 met PowerPC-processor.
De Mac Pro kwam op de markt op 7 augustus 2006 en kreeg in opvolgende jaren enkele hardware-updates, waarna de productie werd stopgezet op 22 oktober 2013.

## Ontvangst
De Mac Pro werd positief ontvangen in recensies. Men prees de mogelijkheden, prijs en het ontwerp. Als kritiek werd de flexibiliteit van het systeem en de hoge prijs van het DIMM-geheugen genoemd.

## Technisch
Van de Mac Pro verschenen uiteindelijk vijf uitvoeringen: medio 2006, begin 2008, begin 2009, medio 2010 en medio 2012. Elke nieuwe uitvoering kreeg hardware-upgrades, zoals nieuwe Xeon-processors, een nieuwe chipset, een snellere systeembus, meer werkgeheugen, een verbeterde grafische processor en meer opslagruimte.

### Specificaties
| Onderdeel         | Specificaties |
| ----------------- | --- |
| Modelnummers      | A1186 (2006-2008), A1289 (2009-2012) |
| Processoren       | Intel Xeon 5150 / E5462 / W3520 / W3530 / W3565-processors, variërend van 2,66 GHz (in 2006) tot twee 3,06 GHz 6-core Westmere-processors (in 2012) |
| Intern geheugen   | 1 GB 667 MHz DDR2 ECC-geheugen tot en met 8 GB 1333 MHz DDR3-SDRAM                                                                                  |
| Grafische kaart   | nVidia GeForce 7300 GT met 256 MB GDDR3 SDRAM tot en met een ATI Radeon HD 5770 met 1 GB GDDR5 SDRAM                                                |
| Opslag            | 250 GB SATA harde schijf tot en met 1 TB SATA-schijf of 512 GB Solid State Drive (SSD)                                                              |
| Connectiviteit    | 802.11a/b/g Wi‑Fi, Bluetooth 2.0, Gigabit ethernet tot en met Wi-Fi 4 (802.11a/b/g/n)                                                               |
| Randapparatuur    | 5 × USB 2.0 FireWire 400/800 audio in- en uitgangen optische Toslink-ingang                                                                         |
| Afmetingen        | 51 cm × 21 cm × 47 cm (hoogte × breedte × diepte)                                                                                                   |
| Gewicht           | 19,0 kg |
| Besturingssysteem | Mac OS X 10.4 Tiger tot en met Mac OS X 10.7 Lion                                                                                                   |